# Liste der dänischen Umweltminister
In der Liste der dänischen Umweltminister sind die Minister des 1971 gegründeten dänischen Umweltministeriums (Miljøministeriet) angeführt. Seit dem 28. Juni 2015 ist das Umweltministerium mit dem Nahrungsmittelministerium im Umwelt- und Nahrungsmittelministerium (Miljø- og Fødevareministeriet) vereint.
| Antritt            | Abgang             | Umweltminister         | Lebensdaten | Partei                      | Regierung                                        |
| ------------------ | ------------------ | ---------------------- | ----------- | --------------------------- | ------------------------------------------------ |
| 5. Oktober 1971    | 27. Oktober 1973   | Jens Kampmann          | * 1937      | Socialdemokraterne          | Regierung Krag III und Regierung Jørgensen I     |
| 27. Oktober 1973   | 19. Dezember 1973  | Helge Nielsen          | 1918–1991   | Socialdemokraterne          | Regierung Jørgensen I                            |
| 19. Dezember 1973  | 13. Februar 1975   | Holger Hansen          | 1929–2015   | Venstre                     | Regierung Hartling                               |
| 13. Februar 1975   | 26. Januar 1977    | Helge Nielsen          | 1918–1991   | Socialdemokraterne          | Regierung Jørgensen II                           |
| 26. Januar 1977    | 26. Februar 1977   | Svend Jakobsen         | * 1935      | Socialdemokraterne          | Regierung Jørgensen II                           |
| 26. Februar 1977   | 30. August 1978    | Niels Matthiasen       | 1924–1980   | Socialdemokraterne          | Regierung Jørgensen II                           |
| 30. August 1978    | 28. Februar 1980   | Ivar Nørgaard          | 1922–2011   | Socialdemokraterne          | Regierung Jørgensen III und IV                   |
| 28. Februar 1980   | 10. September 1982 | Erik Holst             | 1922–2013   | Socialdemokraterne          | Regierung Jørgensen IV und V                     |
| 10. September 1982 | 3. Juni 1988       | Christian Christensen  | 1925–1988   | Kristeligt Folkeparti       | Regierung Schlüter I                             |
| 3. Juni 1988       | 18. Dezember 1990  | Lone Dybkjær           | 1940–2020   | Det Radikale Venstre        | Regierung Schlüter III                           |
| 18. Dezember 1990  | 25. Januar 1993    | Per Stig Møller        | * 1942      | Det Konservative Folkeparti | Regierung Schlüter IV                            |
| 25. Januar 1993    | 27. November 2001  | Svend Auken            | 1943–2009   | Socialdemokraterne          | Regierung Poul Nyrup Rasmussen I, II, III und IV |
| 27. November 2001  | 2. August 2004     | Hans Christian Schmidt | * 1953      | Venstre                     | Regierung Anders Fogh Rasmussen I                |
| 2. August 2004     | 23. November 2007  | Connie Hedegaard       | * 1960      | Det Konservative Folkeparti | Regierung Anders Fogh Rasmussen I und II         |
| 23. November 2007  | 23. Februar 2010   | Troels Lund Poulsen    | * 1976      | Venstre                     | Regierung Anders Fogh Rasmussen I und II         |
| 23. Februar 2010   | 2. Oktober 2011    | Karen Ellemann         | * 1969      | Venstre                     | Regierung Lars Løkke Rasmussen I                 |
| 3. Oktober 2011    | 3. Februar 2014    | Ida Auken              | * 1978      | Socialistisk Folkeparti     | Regierung Thorning-Schmidt I                     |
| 3. Februar 2014    | 28. Juni 2015      | Kirsten Brosbøl        | * 1977      | Socialdemokraterne          | Regierung Thorning-Schmidt II                    |
| 28. Juni 2015      | 28. November 2016  | Eva Kjer Hansen        | * 1964      | Venstre                     | Regierung Lars Løkke Rasmussen II                |
| 28. November 2016  | 2. Mai 2018        | Esben Lunde Larsen     | * 1978      | Venstre                     | Regierung Lars Løkke Rasmussen III               |
| 2. Mai 2018        | 27. Juni 2019      | Jakob Ellemann-Jensen  | * 1973      | Venstre                     | Regierung Lars Løkke Rasmussen III               |
| 27. Juni 2019      | 15. Dezember 2022  | Lea Wermelin           | * 1985      | Socialdemokraterne          | Regierung Frederiksen I                          |
| 15. Dezember 2022  | amtierend          | Magnus Heunicke        | * 1975      | Socialdemokraterne          | Regierung Frederiksen II                         |